# Nena (gruppo musicale)
I Nena sono stati un gruppo musicale tedesco-occidentale attivo negli anni ottanta capeggiati dalla cantante Nena e promotori del genere Neue Deutsche Welle. Il gruppo è celebre soprattutto grazie al brano 99 Luftballons.

## Formazione
- Nena – voce
- Jörn-Uwe Fahrenkrog-Petersen – tastiere, sintetizzatori, keytar, cori, voce
- Carlo Karges – chitarra, cori
- Jürgen Dehmel – basso
- Rolf Brendel – batteria, percussioni

## Discografia parziale

### Album
- 1983 - Nena
- 1984 - ?
- 1984 - 99 Luftballons
- 1985 - It's All in the Game
- 1985 - Feuer und Flamme
- 1986 - Eisbrecher

### Singoli
- 1983 - 99 Luftballons